# Niels Alsing
Niels Alsing, född den 30 april 1943 i Kolding, död den 7 juni 1986, var en dansk skådespelare.

## Filmografi (urval)
- 1985 - Jane Horney
- 1984 - Rainfox
- 1978 - Strandvaskeren
- 1979 - Matador